# 金露酒造
金露酒造（きんろしゅぞう）はかつて日本の兵庫県神戸市に存在した酒類メーカーである。

## 歴史
1806年（文化3年）に堺で創業。清酒『金露』の銘柄を擁する。開業長らく堺で醸造したが20世紀初頭に灘へ移転。1995年の阪神・淡路大震災により甚大な被害を受け1997年廃業。しかし銘柄は残り、日の出みりんを製造するキング醸造が引き継いだ。現在『金露上撰』が販売されている。